# Lac Drolet
Lac Drolet är en sjö i Kanada.   Den ligger i regionen Estrie och provinsen Québec, i den sydöstra delen av landet, 400 km öster om huvudstaden Ottawa. Lac Drolet ligger 459 meter över havet. Arean är 3,2 kvadratkilometer. Den sträcker sig 3,1 kilometer i nord-sydlig riktning, och 3,4 kilometer i öst-västlig riktning.
I omgivningarna runt Lac Drolet växer i huvudsak blandskog. Runt Lac Drolet är det mycket glesbefolkat, med 5 invånare per kvadratkilometer.